# Ídol de Xiguir
L'Ídol de Xiguir (en rus: Шигирский идол) és l'escultura de fusta més antiga trobada al món, elaborada durant el Mesolític, al voltant del 9000 aC; es mostra al Museu d'Exposició Històrica de Iekaterimburg, Rússia.

## Descobriment
L'ídol es descobrí el 24 de gener de 1890 a una fondària de 4 m, a la torbera de Xiguir, al vessant oriental dels Urals centrals, a la perifèria occidental de Sibèria, a prop del llogaret de Kalata (ara Kirovgrad), a uns 100 km al nord-oest de Iekaterimburg. Les recerques en aquesta àrea havien començat 40 anys abans després de la troballa de gran varietat d'objectes prehistòrics en una mina d'or a cel obert.
Pel mal estat de conservació de la fusta, l'ídol s'hagué de traure en diversos fragments de l'aiguamoll.

## Reconstrucció
El primer intent de reconstrucció de l'ídol, el feu el llavors comissari de les col·leccions arqueològiques del museu, el professor Lobanov, que combinà els fragments per refer una escultura de 2,80 m d'alçada, amb els braços i les cames encreuades. Algunes parts, però, com els "braços", no tenien relació entre si, i alguns fragments no es pogueren utilitzar en absolut.
Al 1914, l'arqueòleg iekaterimburgés Vladímir Tolmatxov proposà una variant de la reconstrucció amb la integració dels fragments no utilitzats abans. L'ídol en la versió de Tolmatxov augmentà fins a 5,3 m. Més tard, la part inferior de 193 cm es perdé, i ara el conjunt només pot ser observat complet en els dibuixos de Tolmatxov.

## Datació
Durant més de cent anys hi hagué un acalorat debat sobre la datació de l'ídol. Les opinions diferien des del Neolític (6000-5000 aC), a l'edat del bronze (2000 aC) i fins i tot, principis de l'edat del ferro (1000 aC).
Al voltant de 1997, l'ídol començà a enfonsar-se, i es veié la necessitat de restaurar-lo. Primer, però, s'hi feu una datació per radiocarboni. L'Institut d'Història de la Cultura Material de Sant Petersburg i l'Institut de Ciències Geològiques de Rússia de Moscou en feren l'anàlisi. Els resultats en foren consistents: l'ídol s'havia tallat en el Mesolític, i tindria una edat de 9.500 anys. Segons un estudi posterior, realitzat a Alemanya al 2015, l'ídol tindria una antiguitat d'11.000 anys, i es remuntaria aprox. al 9000 ae.
Un estudi per espectometria de masses revelà que l'ídol estava fet de fusta de làrix; el recompte d'anells de creixement indica que l'arbre tenia una edat de més de segle i mig quan el tallaren.

## Decoració
El cos de l'ídol està decorat per tots els costats, amb figures geomètriques incises en les superfícies àmplies. Els dibuixos de Tolmatxov mostren cinc decoracions a dalt semblants a màscares: tres a la part davantera i dues a la posterior. Durant la instal·lació d'una exposició a l'agost de 2003 a la part posterior de l'ídol es trobà una sisena màscara. En contrast amb les altres màscares, que tenen vores en angle recte per a modelar el nas, la sisena màscara era un tros de fusta de manera que el nas era més curt que les altres màscares, de forma cònica i més prominent: per això té un cert grau de semblança a la cara d'un animal.
Cada màscara és la culminació d'una figura tallada. Totes les talles són molt individualitzades: algunes són imatges antropomorfes en estil "esquelètic". En aquestes imatges, els investigadors identificaren caràcters superiors (celestials) i de l'inframon (sota l'aigua o sota terra), el femení i el masculí, el món vegetal i l'animal, etc.